# The ONE (Гонконг)
The ONE — высотный торговый центр, расположенный в Гонконге, в округе Яучимвон, на оживлённой улице Натан-роуд. Построен в 2010 году в стиле модернизма по проекту компаний LWK & Partners и Tange Associates (ранее на этом месте находился 17-этажный офисный Tung Ying Building, снесённый в 2006 году). Деверопером The ONE является компания Chinese Estates. В центре имеются 24 наземных и 5 подземных этажей, 13 лифтов, более 130 магазинов и ресторанов, кинотеатр и паркинг.

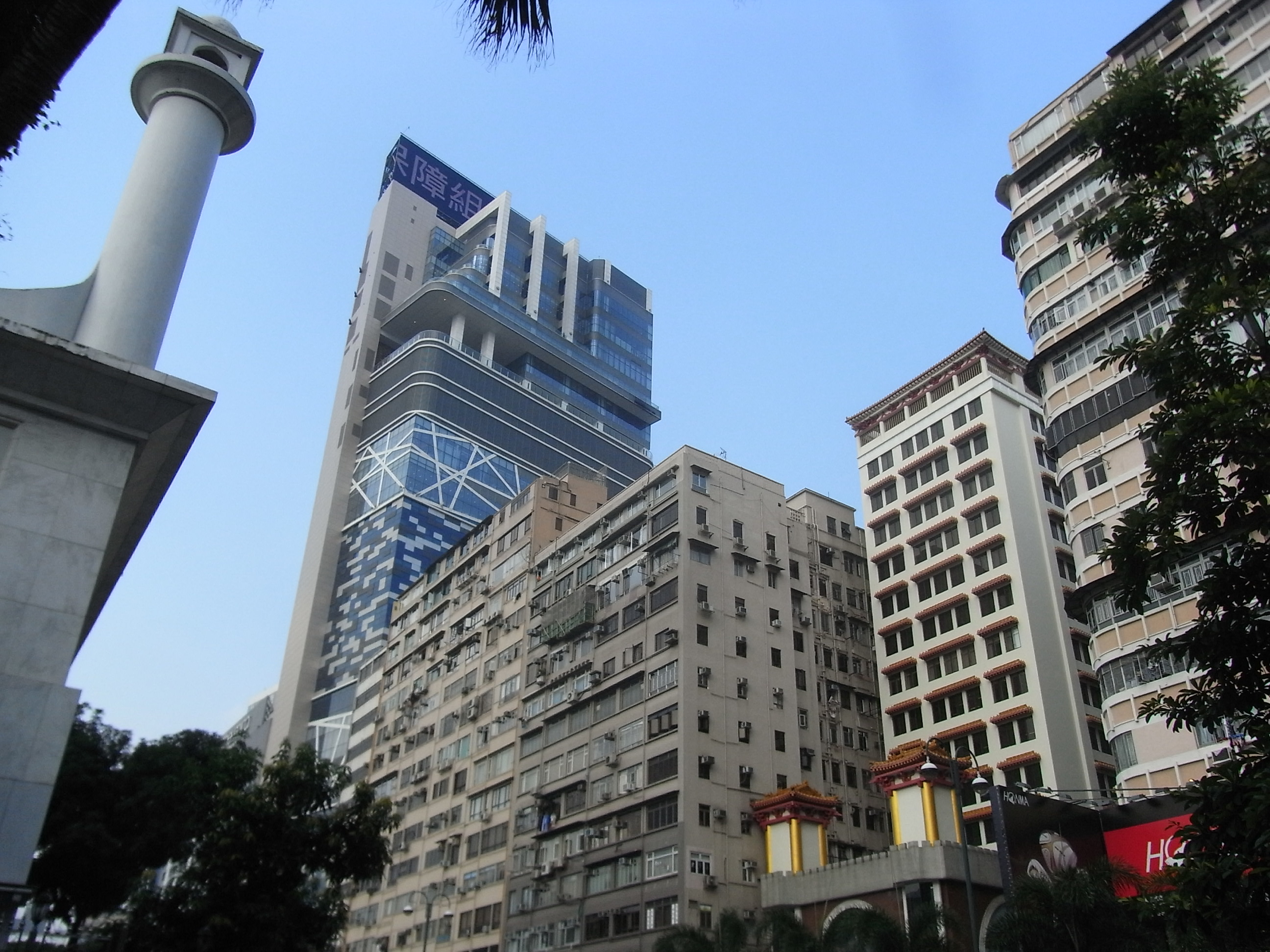
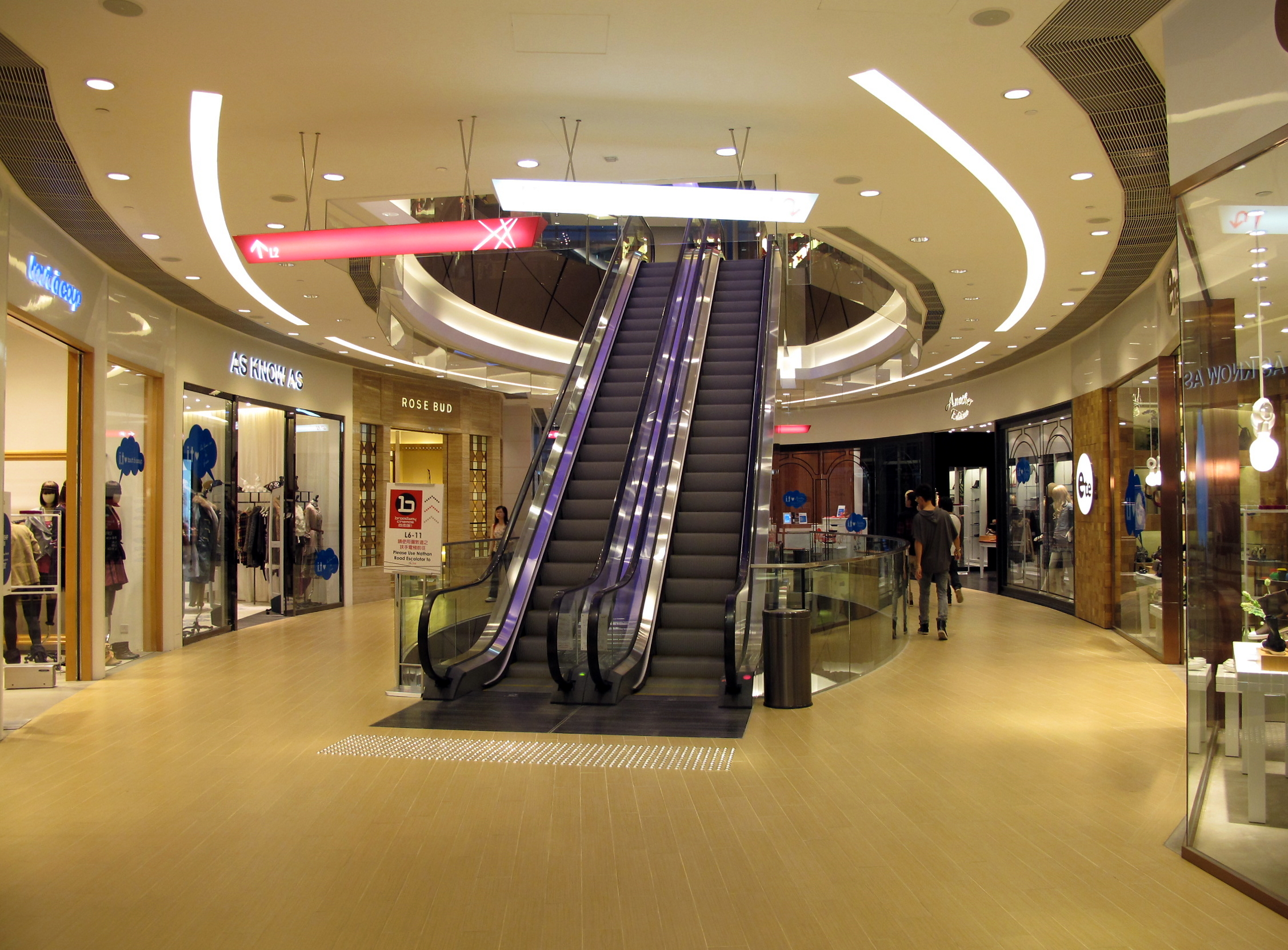
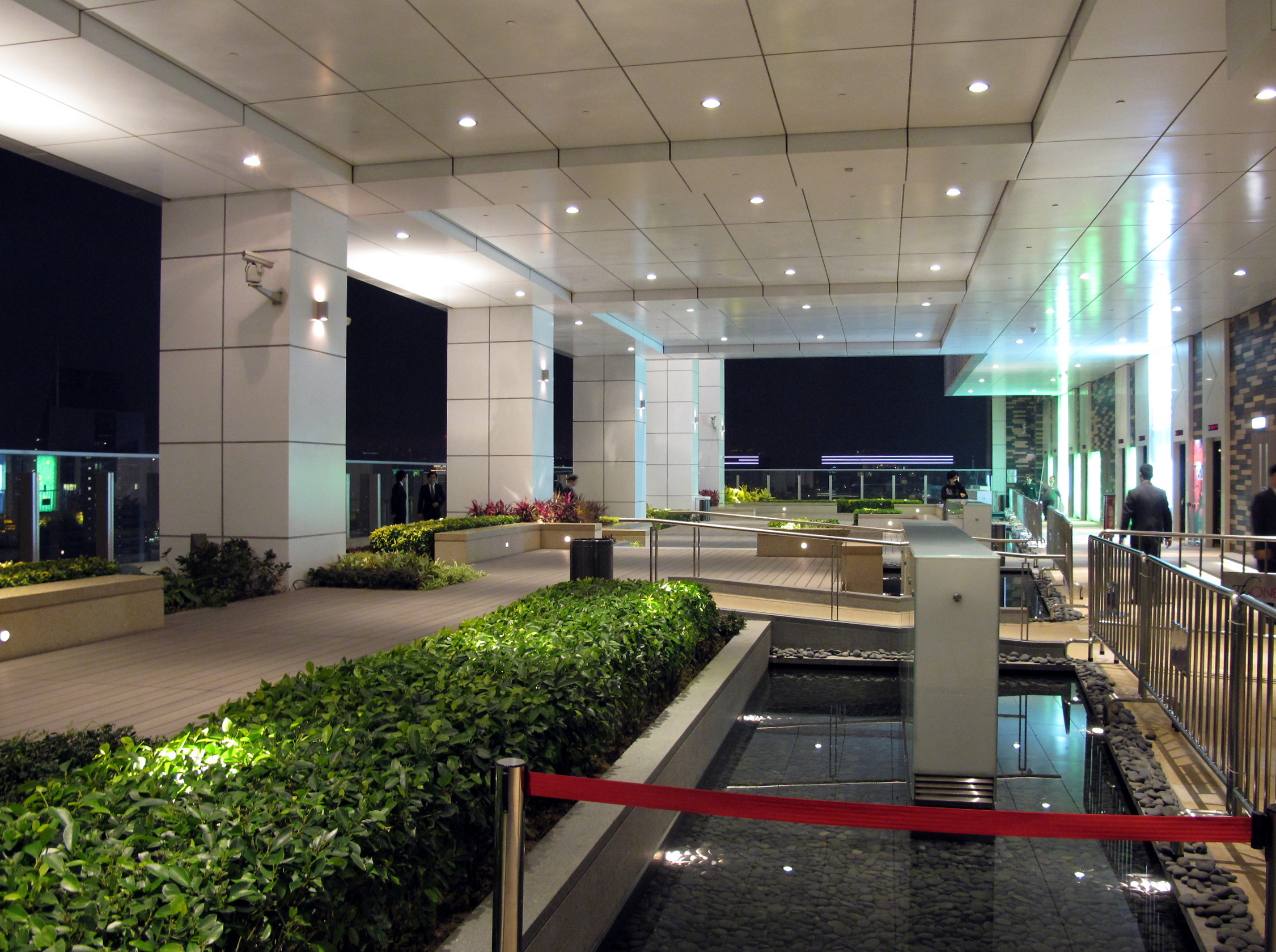
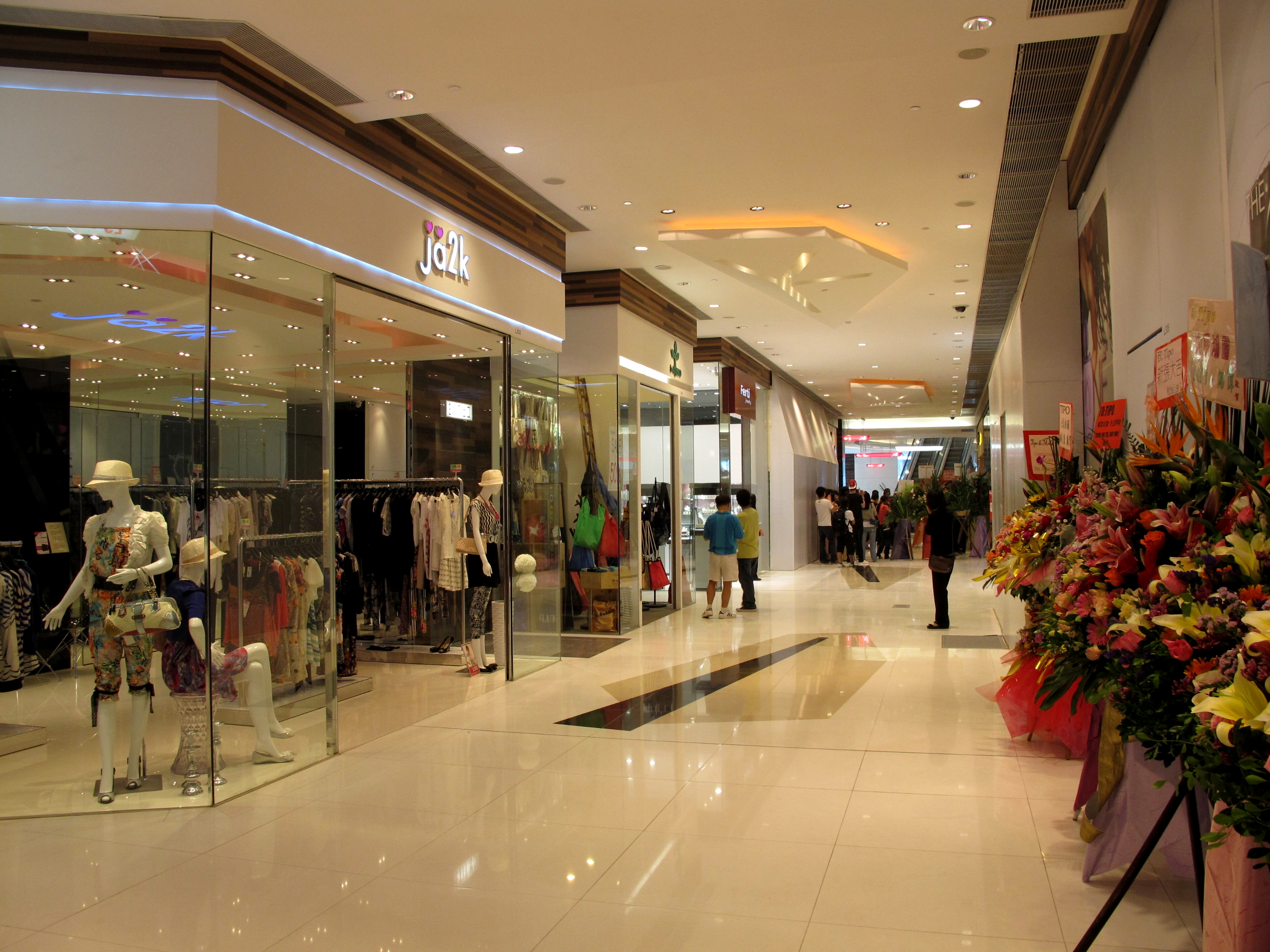